# Valença (Portugal)
Pour les articles homonymes, voir Valença.
Valença do Minho est une municipalité (en portugais : concelho ou município) du Portugal, située dans le district de Viana do Castelo et la région Nord.
La ville est parfois appelée Valença.

## Géographie
Sur une butte dominant la rive gauche du Minho, Valença est limitrophe :
- au nord-ouest et au nord, de l'Espagne (municipalité de Tuy – Tui, province de Pontevedra, communauté autonome de Galice),
- à l'est, de Monção,
- au sud, de Paredes de Coura,
- à l'ouest, de Vila Nova de Cerveira.

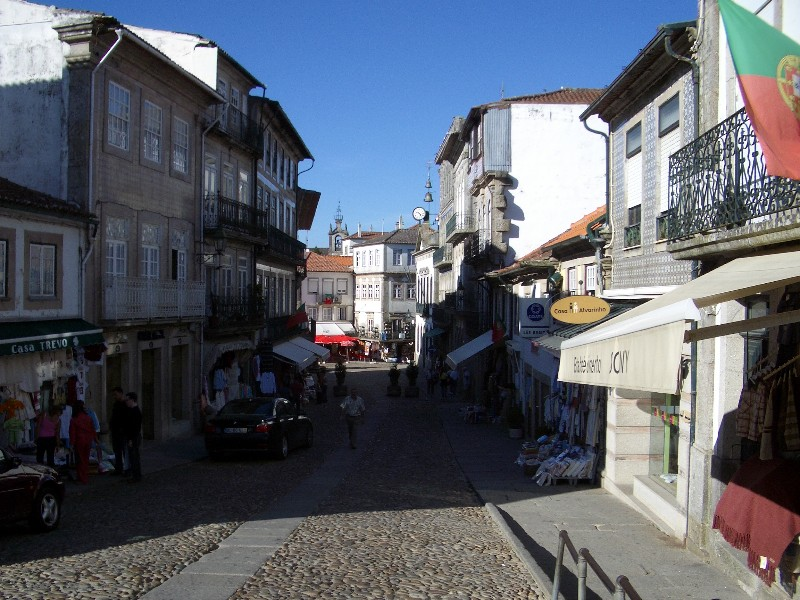
La Vieille ville

## Histoire
Valença a d'abord porté le nom de Contrasta et a été érigée en municipalité, sous ce nom, en 1217, par charte octroyée par le roi Sanche Ier. Une nouvelle charte, en 1262, a officialisé le nom actuel.
Valença fut le premier marquisat du royaume. Le marquisat fut érigé le 11 octobre 1451 en faveur d'Alphonse de Bragance.
Le 10 avril 1809, lors de la Campagne de Portugal la ville est assiégée par le général Heudelet. La ville capitula et les défenseurs se rendent à l'armée française,,,.
En 1837, pendant la Révolte des Maréchaux, la ville subit un nouveau siège. Les forces commandées par le baron de Leiria, s'y étaient enfermés.
En 1847, pendant la guerre civile appelée Patuleia la ville subit un siège de la part des miguélistes. Elle fut libérée par une division espagnole aux ordres du général Mendez-Vigo et des brigadiers Lersundi et Fuente Pila.

## Démographie
| 1801  | 1849   | 1900   | 1930   | 1960   | 1981   | 1991   | 2001   | 2004   |
| ----- | ------ | ------ | ------ | ------ | ------ | ------ | ------ | ------ |
| 9 242 | 13 984 | 15 265 | 16 034 | 16 237 | 13 948 | 14 815 | 14 187 | 14 284 |

| 2011   | - | - | - | - | - | - | - | - |
| ------ | - | - | - | - | - | - | - | - |
| 14 127 | - | - | - | - | - | - | - | - |

## Monuments

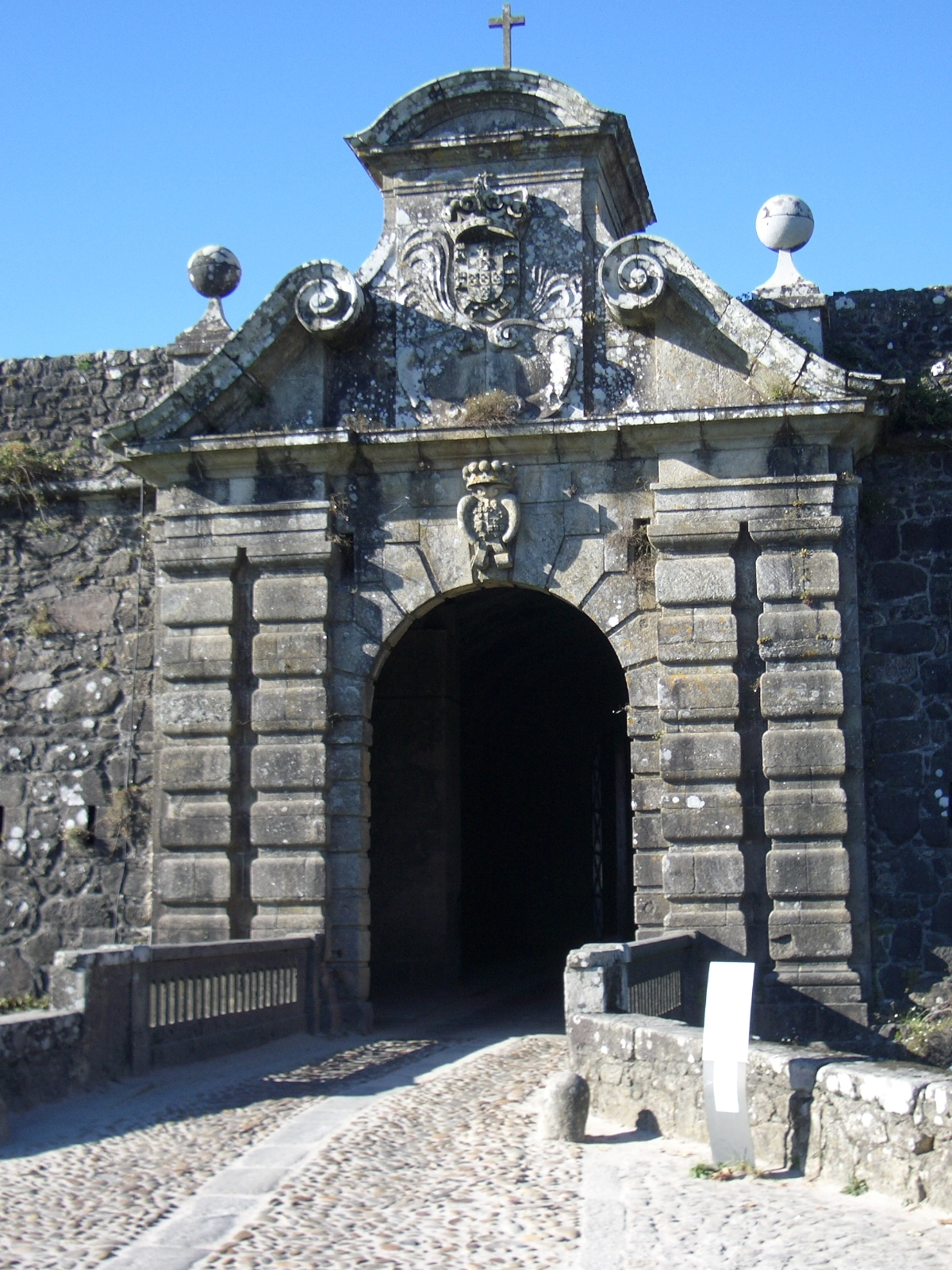
Entrée de la forteresse située sur les hauteurs de Valença do Minho.

- Fortifications.
- Monastère.

## Personnalités liées à la commune
- Sonia et Robert Delaunay, 1885-1941, peintres, s'y installèrent quelques mois en 1917[10]

## Subdivisions
La municipalité de Valença groupe 11 paroisses (freguesias, en portugais) :
- Boivão
- Cerdal
- Fontoura
- Friestas
- Gandra e Taião (Gandra et Taião)
- Ganfei
- Gondomil e Sanfins (Gondomil et Sanfins)
- São Julião e Silva (São Julião et Silva)
- São Pedro da Torre
- Valença, Cristelo Covo e Arão (Valença, Cristelo Covo et Arão)
- Verdoejo